# جاك غاردينر
جاك غاردينر (بالإنجليزية: Jack Gardiner)‏ (20 مايو 1913 في أستراليا - 11 سبتمبر 1976) هو لاعب كريكت أسترالي. لعب مع فريق تسمانيا للكريكت.

## وصلات خارجية
- جاك غاردينر على موقع إي آس بي آن كريك إنفو (الإنجليزية)